# Raad voor Werk en Inkomen
De Raad voor Werk en Inkomen (RWI) was een Nederlands overlegorgaan en expertisecentrum. De RWI deed onderzoek naar en gaf adviezen over het terrein van werk en inkomen.
Wettelijk is bepaald dat de Staat het RWI per 1 juli 2012 niet langer bekostigt. Het voortbestaan zou er daarmee van afhangen of gemeenten, werkgevers en vakbonden hem op eigen kosten in stand zouden willen houden. De raad heeft echter aangekondigd op de genoemde datum op te houden te bestaan.

## Samenstelling
In de RWI had een tripartiete samenstelling met vertegenwoordigers van werkgevers, werknemers en gemeenten. De raad telde 16 leden, de (onafhankelijk) voorzitter plus de 15 gewone leden (5 van elke geleding). De verdeling van de zetels was als volgt:
- Werkgevers: VNO-NCW (2), MKB-Nederland (1), LTO Nederland (1), VSO (1)
- Werknemers: FNV (2), CNV (1), SCO (1), MHP (1)
- Gemeenten: VNG (5)

## Taken
De RWI had in de eerste plaats een adviesfunctie. Deze adviezen bedienden de spelers op de arbeidsmarkt. De adviezen waren ten eerste gericht aan de minister en staatssecretaris van Sociale Zaken en Werkgelegenheid, maar soms ook rechtstreeks aan de Tweede Kamer of aan een ander ministerie (zoals OCW).
De RWI adviseerde gevraagd en ongevraagd. De RWI adviseerde ook organisaties op regionaal niveau zoals gemeenten en branches/sectoren met praktische handreikingen. De RWI richtte zich in zijn advisering vooral op praktijkoplossingen die op korte termijn kunnen worden uitgevoerd.
Naast een adviestaak had de RWI ook een netwerk- en platformfunctie. Doel van die functie was om de werelden van sociale partners enerzijds en gemeenten anderzijds bij elkaar te brengen. Tot slot had de RWI een kennisfunctie.

## Geschiedenis
RWI is in 2002 opgericht bij de totstandkoming van de wet Structuur Uitvoeringsorganisatie Werk en Inkomen (SUWI). De raad was een garantie voor de betrokkenheid van werkgevers, werknemers en gemeenten bij het beleid op het gebied van werk en inkomen. De eerste voorzitter was Jan van Zijl. De tweede en laatste voorzitter was Pieter Jan Biesheuvel.